# Robert Ulm
Robert Ulm (Mürzzuschlag, 19 giugno 1973) è un pilota motociclistico austriaco ritiratosi dall'attività agonistica.

## Carriera
Esordisce nel campionato mondiale Superbike del 1994 gareggiando come wildcard nel Gran Premio di casa, in Austria.
Nel 1997 vince il campionato austriaco nella categoria Supersport e ottiene i suoi primi punti iridati nel campionato mondiale Supersport, dove gareggia anche l'anno seguente.
Disputa poi tre stagioni complete nel mondiale Superbike dal 1999 al 2001. Nel 1999 ottiene il suo miglior risultato in gara: un 4º posto nel Gran Premio d'Austria. Nel 2000 rimane coinvolto nell'incidente che causa la fine della carriera motociclistica di Carl Fogarty. Nel 1996 disputa il Gran Premio d'Austria nella classe Thunderbike Trophy chiudendo al dodicesimo posto.
Conclude la sua carriera nel mondiale Superbike al termine della stagione 2001, proseguendo l'attività sportiva nei due anni successivi nuovamente nel campionato mondiale Supersport dove giunge rispettivamente al diciottesimo e al diciannovesimo posto. Nel 2004, ultimo anno di attività, gareggia nel campionato tedesco Superbike.

## Risultati in gara

### Campionato mondiale Superbike
| 1994 | Moto  |  |  |  |  |  |  |  |  |    |    |  |  |  |  |  |  |  |  |  |  |  |  |  |  |  |  | Punti | Pos. |
| ---- | ----- |  |  |  |  |  |  |  |  | -- | -- |  |  |  |  |  |  |  |  |  |  |  |  |  |  |  |  | ----- | ---- |
| 1994 | Honda |  |  |  |  |  |  |  |  | 22 | 19 |  |  |  |  |  |  |  |  |  |  |  |  |  |  |  |  | 0     |      |

| 1999 | Moto     |    |    |    |    |     |    |    |    |    |     |     |    |     |    |     |     |    |    |   |    |    |     |    |     |    |     | Punti | Pos. |
| ---- | -------- | -- | -- | -- | -- | --- | -- | -- | -- | -- | --- | --- | -- | --- | -- | --- | --- | -- | -- | - | -- | -- | --- | -- | --- | -- | --- | ----- | ---- |
| 1999 | Kawasaki | 10 | 11 | 14 | 16 | Rit | 12 | 13 | 13 | 14 | Rit | Rit | 11 | Rit | 10 | Rit | Rit | 18 | 18 | 4 | 11 | 14 | Rit | 13 | Rit | 22 | Rit | 59    | 13º  |

| 2000 | Moto   |    |     |   |    |    |    |    |     |    |     |   |   |     |     |     |    |     |    |    |    |    |    |    |    |    |    | Punti | Pos. |
| ---- | ------ | -- | --- | - | -- | -- | -- | -- | --- | -- | --- | - | - | --- | --- | --- | -- | --- | -- | -- | -- | -- | -- | -- | -- | -- | -- | ----- | ---- |
| 2000 | Ducati | 16 | Rit | 6 | 11 | 12 | 14 | 13 | Rit | 10 | Rit | 8 | 9 | Rit | Rit | Rit | NP | Rit | 14 | NP | NP | 12 | 10 | 13 | 10 | 22 | 15 | 67    | 16º  |

| 2001 | Moto              |    |    |    |    |   |    |    |     |     |    |     |    |     |    |     |     |    |    |     |    |     |    |    |    |     |    | Punti | Pos. |
| ---- | ----------------- | -- | -- | -- | -- | - | -- | -- | --- | --- | -- | --- | -- | --- | -- | --- | --- | -- | -- | --- | -- | --- | -- | -- | -- | --- | -- | ----- | ---- |
| 2001 | Ducati e Kawasaki | SQ | 12 | 13 | 12 | 9 | AN | 17 | Rit | Rit | 12 | Rit | 19 | Rit | 11 | Rit | Rit | 17 | 16 | Rit | 19 | Rit | 15 | NC | 21 | Rit | 18 | 28    | 20º  |

| Legenda | 1º posto        | 2º posto            | 3º posto           | A punti      | Senza punti        | Grassetto – Pole position Corsivo – Giro più veloce |
| Legenda | Gara non valida | Non qual./Non part. | Ritirato/Non class | Squalificato | '-' Dato non disp. | Grassetto – Pole position Corsivo – Giro più veloce |

### Thunderbike Trophy
| 1996 | Classe             | Moto     |    |    |    |  |  |  |  |  |  |    |    |    |  |    |    | Punti | Pos. |
| ---- | ------------------ | -------- | -- | -- | -- |  |  |  |  |  |  | -- | -- | -- |  | -- | -- | ----- | ---- |
| 1996 | Thunderbike Trophy | Kawasaki | NE | NE | NE |  |  |  |  |  |  | 12 | NE | NE |  | NE | NE | 4     | 33º  |

| Legenda | 1º posto        | 2º posto            | 3º posto            | A punti      | Senza punti        | Grassetto – Pole position Corsivo – Giro più veloce |
| Legenda | Gara non valida | Non qual./Non part. | Ritirato/Non class. | Squalificato | '-' Dato non disp. | Grassetto – Pole position Corsivo – Giro più veloce |

### Campionato mondiale Supersport
| 1997 | Moto  |    |  |  |     |    |     |  |  |    |  |  |  | Punti | Pos. |
| ---- | ----- | -- |  |  | --- | -- | --- |  |  | -- |  |  |  | ----- | ---- |
| 1997 | Honda | 12 |  |  | Rit | 22 | Rit |  |  | 17 |  |  |  | 4     | 34º  |

| 1998 | Moto   |    |    |    |   |     |     |   |    |    |   |  |  | Punti | Pos. |
| ---- | ------ | -- | -- | -- | - | --- | --- | - | -- | -- | - |  |  | ----- | ---- |
| 1998 | Yamaha | 20 | 15 | 12 | 4 | Rit | Rit | 8 | 13 | 10 | 8 |  |  | 43    | 10º  |

| 2002 | Moto           |    |    |     |  |  |  |    |   |  |     |    |    | Punti | Pos. |
| ---- | -------------- | -- | -- | --- |  |  |  | -- | - |  | --- | -- | -- | ----- | ---- |
| 2002 | Honda e Yamaha | 13 | 13 | Rit |  |  |  | 12 | 9 |  | Rit | 12 | 12 | 25    | 18º  |

| 2003 | Moto  |     |    |     |    |    |    |     |    |    |    |    |  | Punti | Pos. |
| ---- | ----- | --- | -- | --- | -- | -- | -- | --- | -- | -- | -- | -- |  | ----- | ---- |
| 2003 | Honda | Rit | 10 | Rit | 11 | 11 | 10 | Rit | 18 | 15 | 13 | NP |  | 26    | 19º  |

| Legenda | 1º posto        | 2º posto            | 3º posto           | A punti      | Senza punti        | Grassetto – Pole position Corsivo – Giro più veloce |
| Legenda | Gara non valida | Non qual./Non part. | Ritirato/Non class | Squalificato | '-' Dato non disp. | Grassetto – Pole position Corsivo – Giro più veloce |